# Ermitage Sainte-Catherine de Baixas
Pour les articles homonymes, voir Ermitage Sainte-Catherine.
L'ermitage Sainte-Catherine de Baixas est un sanctuaire de la commune de Baixas, dans les Pyrénées-Orientales, en France.
Des écrits permettent de dater sa construction en 1401. Il aurait été construit pour héberger un ermite qui vouait son temps à la prière. Lors de la Révolution il fut fermé et son mobilier transféré à l'église de Baixas.
L'édifice fut restauré à partir de 1960.
Seule la chapelle désormais est ouverte au public deux fois par an.